# Miriam Akavia

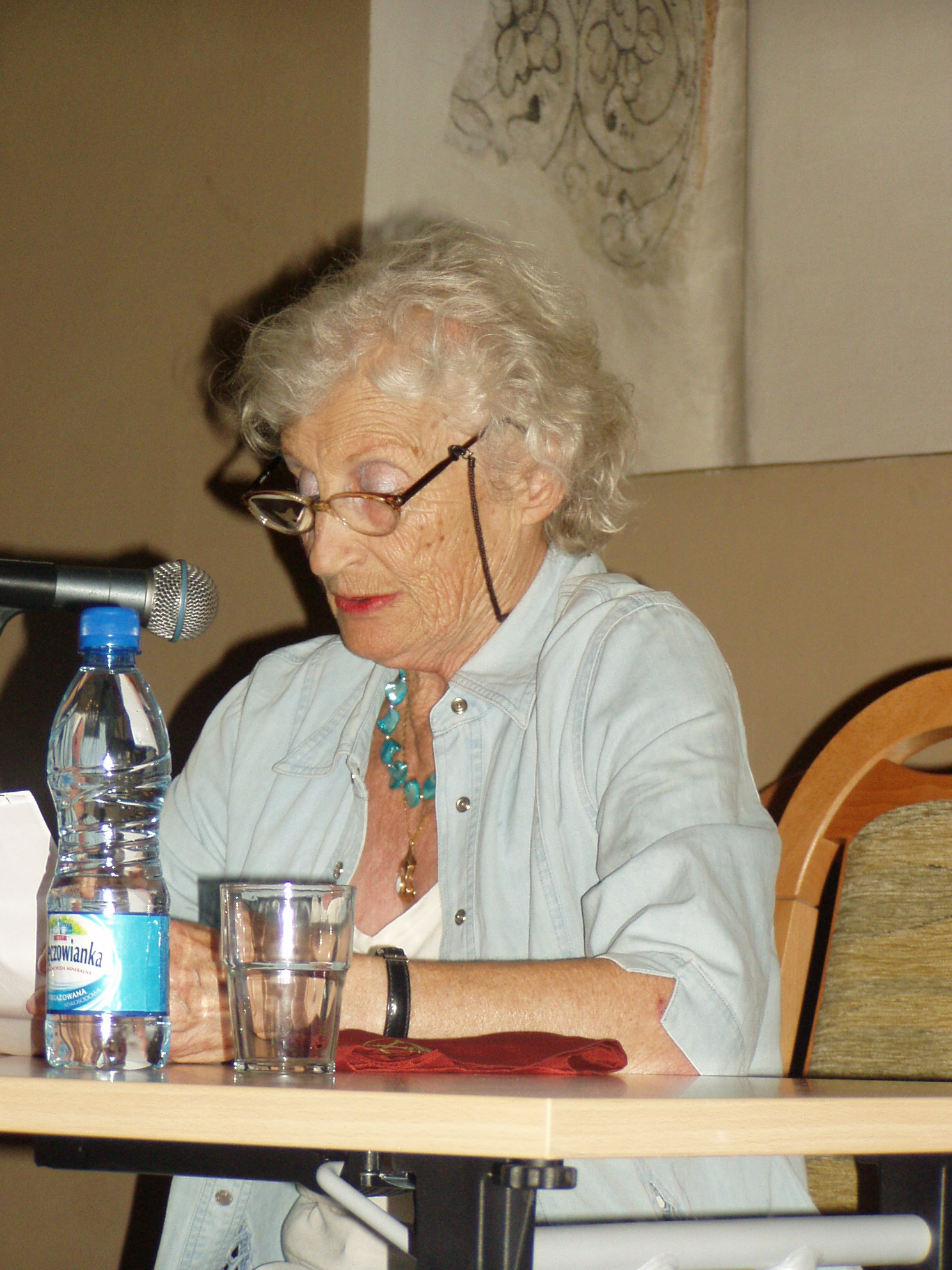
Miriam Akavia, 2008

Miriam Akavia (hebräisch מרים עקביא; * 20. November 1927 als Matylda Weinfeld in Krakau; † 16. Januar 2015 in Tel Aviv-Jaffa) war eine  israelische Schriftstellerin und Übersetzerin. Sie überlebte das Ghetto in Krakau, danach die Konzentrationslager in Plaszow, Auschwitz und Bergen-Belsen. Seit 1946 lebte sie in Israel. In ihren Werken befasste sie sich vor allem mit jüdischen Schicksalen während des Holocaust.

## Werke
- Herbsttage. Gütersloher Verlagshaus Mohn, Gütersloh 1983
- Schatten der Vergangenheit. Gütersloher Verlagshaus Mohn, Gütersloh 1985
- Zwischen Hölle und Gelobtem Land. Gütersloher Verlagshaus Mohn, Gütersloh 1985